# Тунг Форда
Тунг Форда, или Тунг китайский, или, по другой классификации, Верниция Форда, Китайское тунговое дерево (лат. Vernicia fordii) — растение семейства Молочайные, вид рода Vernicia (иногда также включается в род Тунг (Aleurites)), произрастающее, в основном, в Центральном и Западном Китае и Северном Вьетнаме. Культивируется в Китае, странах тропической Азии, Африки, Южной Америки, на Антильских островах, в Австралии и Новой Зеландии.

## Биологическое описание
Листопадное дерево 5—10 м высотой.
Листья очерёдные кожистые голые, с длинными черешками, сердцевидные или широкояйцевидные, 7—20 см длиной.
Цветки разнополые, собраны в рыхлые соцветия.
Плоды костянковидные гладкие, висят на длинных плодоножках, диаметром до 6 см, при созревании становятся деревянистыми, тёмно-коричневыми. Семена крупные. Семенное ядро маслянистое, цвета слоновой кости.

## Химический состав
Семена растения содержат 48—57 % жирного масла, на 80 % состоящего из глицеридов элеостеариновой кислоты. Благодаря своеобразной химической конфигурации этой кислоты тунговое масло обладает свойствами быстро высыхать и полимеризоваться.

## Использование
Тунговое масло используется для наложения антикоррозионной плёнки. Плёнка тунгового масла предохраняет металл от окисления, а древесину от вымокания.
В медицине Китая и Индокитая оно применяется в качестве рвотного и слабительного средства, а также входит в состав мазей от ожогов и нарывов.
|                                                             |  |  |  |
| Тунг Форда: ствол, цветки, недозрелый плод и созревший плод |  |  |  |